# Méridagärdsmyg
Méridagärdsmyg (Cistothorus meridae) är en fågel i familjen gärdsmygar inom ordningen tättingar.

## Utbredning och systematik
Fågeln förekommer i Anderna i nordvästra Venezuela (Trujillo och Mérida). Den behandlas som monotypisk, det vill säga att den inte delas in i några underarter.

## Status
IUCN kategoriserar arten som livskraftig.